# Gibberichthys latifrons
Gibberichthys latifrons är en fiskart som först beskrevs av Thorp, 1969.  Gibberichthys latifrons ingår i släktet Gibberichthys och familjen Gibberichthyidae. Inga underarter finns listade i Catalogue of Life.